# عمر البيومي
عمر البيومي هو مواطن سعودي يدعي أنه أقام علاقات صداقة مع اثنين من مختطفي الطائرات في أحداث 11 سبتمبر 2001 في الولايات المتحدة. تُظهر ملفات مكتب التحقيقات الفيدرالي التي يعود تاريخها إلى ما قبل الهجمات أنه عميل للمخابرات السعودية.
تزعُم المملكة العربية السعودية أن البيومي ليس عميلا للمخابرات السعودية. وفقا لمذكرات مصنفة مسبقا صادرة عن المحفوظات الوطنية في مايو 2016، اعتبارًا من 6 يونيو 2003، يعتقد "مكتب التحقيقات الفيدرالي" أنه من الممكن أن يكون البيومي عميلا للسعودية وأنه ربما كان يقدم تقارير عن المجتمع المحلي إلى مسؤولي الحكومة السعودية. بالإضافة إلى ذلك، اكتشف مكتب التحقيقات الفيدرالي، خلال التحقيق الذي أجراه، أن البيومي له صلات بعناصر إرهابية أيضا. "

## الإيرادات
وُلد البيومي حوالي عام 1958، لكن لا شيء معروف عن حياة البيومي المبكرة. حتى عام 1994، كان يعيش في المملكة العربية السعودية، وكان يعمل لدى وزارة الدفاع والطيران السعودية، وهي إدارة كان يرأسها الأمير سلطان بن عبد العزيز.
في أغسطس 1994، انتقل البيومي إلى الولايات المتحدة واستقر في سان دييغو، كاليفورنيا، وانخرط في المجتمع المسلم المحلي. لقد كان فضوليا للغاية، وكان معروفا عنه أنه يحمل كاميرا فيديو دائما. وفقًا لعدة مصادر، كان البيومي مشكوكا فيه بشدة من قبل العديد من السكان بأنه جاسوس من الحكومة السعودية. الرجل الذي اعتبره مكتب التحقيقات الفيدرالي «أفضل مصدر» في سان دييغو قال إن البيومي «يجب أن يكون ضابط مخابرات في المملكة العربية السعودية أو قوة أجنبية أخرى»، وفقًا لمجلة نيوزويك.
خلال هذه المدة، كان البيومي يُقيم في الولايات المتحدة كجزء من برنامج دراسة/عمل. دفعت الهيئة العامة للطيران المدني السعودية مرتب البيومي من خلال مقاول حكومي. عندما اقترح المقاول إنهاء علاقته بالبيومي في عام 1999، أجاب مسؤول حكومي سعودي برسالة تحمل عنوان «عاجلة للغاية» مفادها أن الحكومة تريد تجديد عقد البيومي «في أسرع وقت ممكن». ونتيجة لذلك، استمر توظيف البيومي في المشروع.
في وقت ما في أواخر عام 1999 أو أوائل عام 2000، بدأ عمر البيومي في تلقي دفعات شهرية أخرى - هذه المرة كانت من الأميرة هيفاء بنت فيصل، زوجة بندر بن سلطان، السفير السعودي لدى الولايات المتحدة، حيث كانت تُرسل له شيكات بمبلغ يتراوح بين 2000 و 3000 دولار شهريا عن طريق اثنين أو ثلاثة وسطاء. استمرت المدفوعات لعدة سنوات، وقد بلغ مجموعها ما بين 50 ألف دولار و75 ألف دولار. وفقا للبيانات التي صدرت مؤخرا عن لجنة تحقيقات الكونغرس عام 2002 في هجمات 11 سبتمبر، أن عمر البيومي لم يكن مستلم الشيكات وأن زوجة أسامة باسنان هي من كانت تستلمهم. كان باسنان شريكا مقربا لعمر البيومي، وقد أدلى باسنان بإفادات لمصدر من مكتب التحقيقات الفيدرالي «لقد فعل الكثير من أجل الخاطفين أكثر مما فعل البيومي». يذكر التقرير كذلك أنه على الرغم من أن الأموال كانت مخصصة لباسنان، فقد حاولت زوجة البيومي إيداع ثلاثة من الشيكات في حسابها الخاص.

## القبض عليه والإفراج عنه
في يوليو 2001، انتقل عمر البيومي إلى إنجلترا للحصول على درجة الدكتوراه في جامعة أستون. بعد عشرة أيام من هجمات 11 سبتمبر تم اعتقاله من قبل السلطات البريطانية العاملة مع مكتب التحقيقات الفيدرالي. وقد احتُجز بتهمة الهجرة بينما يُحقق معه مكتب التحقيقات الفيدرالي وسكوتلاند يارد. تم البحث في مكالماته الهاتفية وحساباته المصرفية وجمعياته، لكن مكتب التحقيقات الفيدرالي صرح أنه لم يعثر على أي صلات له بالإرهاب. عندما سأل المحققون خالد شيخ محمد، العقل المدبر لهجمات 11 سبتمبر، عما إذا كان يعرف البيومي، قال إنه لا يعرفه. تم إطلاق سراحه، وعاد إلى الدراسة في أستون، وانتقل لاحقا إلى المملكة العربية السعودية.
أُعيد فتح القضية عندما ذكرت تقارير صحفية وجود روابط محتملة بين البيومي والسفارة السعودية. تحت ضغط من الكونغرس، أعاد مكتب التحقيقات الفيدرالي فتح القضية. وخلصوا إلى أن هذه الادعاءات «بلا جدوى» وأنها «تخلّت عن المزيد من التحقيقات». ومع ذلك، فقد ذكرت تقارير إخبارية معاصرة أن "عدد لا يحصى من المعلومات الاستخباراتية التي قد تساعد في حل [القضية] كانت قيد التحقيق أو تجاهلها بالكامل مكتب التحقيقات الفيدرالي."
جاء في تقارير لجنة الحادي عشر من سبتمبر ما يلي: «لم نر أي دليل موثوق به على أن البيومي يؤمن بالتطرف العنيف، أو على أنه قام بمساعدة الجماعات المتطرفة عن علم».
وفقا لمذكرات مصنفة مسبقا صادرة عن المحفوظات الوطنية في مايو 2016، اعتبارًا من 6 يونيو 2003، يعتقد "مكتب التحقيقات الفيدرالي" أنه من الممكن أن يكون البيومي عميلا للسعودية وأنه ربما كان يقدم تقارير عن المجتمع المحلي إلى مسؤولي الحكومة السعودية. بالإضافة إلى ذلك، اكتشف مكتب التحقيقات الفيدرالي، خلال التحقيق الذي أجراه، أن البيومي له صلات بعناصر إرهابية أيضا ".